# Mikhail Margolin
Mikhail Vladimirovich Margolin (29 de janeiro de 1906, Quieve — 25 de janeiro de 1975), foi um projetista de armas curtas soviético.

## Biografia
Mikhail Margolin nasceu em Quieve em 1906. Sua mãe, foi Ekaterina Filippovna Klemm (nome real Greenberg-Samuilson, 1884-1942), era uma artista gráfica, morreu durante a ocupação alemã de Quieve.
Em abril de 1924, aos 18 anos, Margolin foi ferido na cabeça, ocasionando a perda da visão. Depois de muitos estudos, esforços e adaptações, a partir de 1933, Margolin se dedica ao desenvolvimento de armas esportivas. 
Criou vários sistemas de pequeno calibre: pistolas de carregamento automático e de tiro único, uma versão de treinamento de pequeno calibre da metralhadora Degtyarev e um rifle. Assumiu um cargo de chefia em 1938 em Tula. 
Em 1940, Margolin retornou a Moscou e continuou o trabalho em armas esportivas baseadas na pistola TT projetada por Tokarev em 1933. Devido à Guerra ele so foi retomar seu trabalho com armas esportivas em 1946.
Em 1947, ele desenvolveu a pistola esportiva de pequeno calibre MTs, usada repetidamente em campeonatos e Jogos Olímpicos. Na década de 1950, Margolin trabalhou como consultor de armas no Museu Histórico Estadual e no instituto de pesquisa policial.
Em 1955, chefiou o departamento de design da Estação de Pesquisa de Fuzileiros DOSAAF, onde desenvolveu e lançou a pistola de tiro esportivo Zarya de tiro único e a pistola de ar MG-60. Mikhail Vladimirovich Margolin veio a falecer em 25 de janeiro de 1975.